# Maxim (machinegeweer)

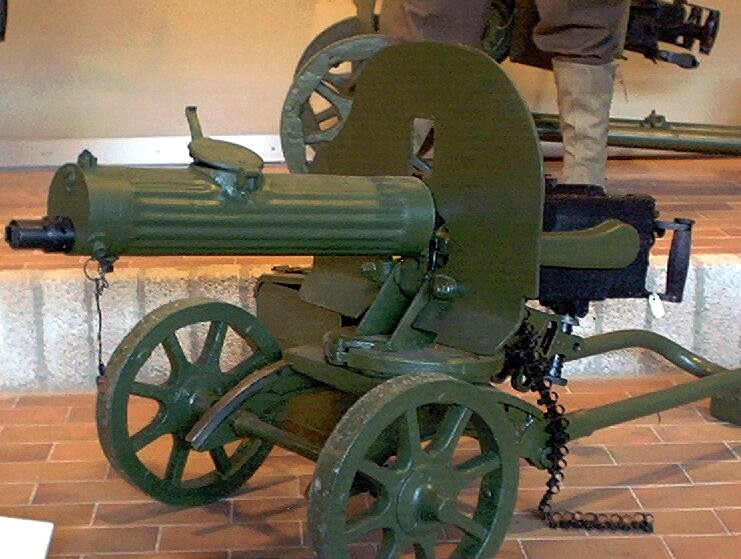
Russisch Maxim-machinegeweer uit 1910

Een Maxim is een machinegeweer (of mitrailleur) ontwikkeld door de Amerikaans-Britse ingenieur Hiram Maxim (1840-1916). Door de energie die vrijkomt bij het afschieten van een patroon werd automatisch een volgende patroon in het wapen geladen. De toevoer van patronen geschiedde door middel van geweven stoffen patroonbanden. Het wordt "het wapen genoemd dat het meest geassocieerd wordt met de Britse imperiale verovering", en werd eveneens gebruikt in koloniale oorlogen door andere landen tussen 1886 en 1914.
Voordat Maxim zijn uitvinding deed maakte men in Amerika gebruik van zogenaamde Gatling-kanonnen. Het Gatling-kanon met affuit zoals dat toegepast werd in de Amerikaanse oorlogen was echter een totaal ander wapen. Het principe, zoals bij het Gatling-kanon toegepast, berust op een aantal door handkracht roterende lopen, waarmee opvolgend patronen worden gekamerd en afgevuurd. Een enigszins vergelijkbaar draaiprincipe was eerder toegepast bij de Colt, een revolver met roterende cilinder waarin zes (sixshooter) tot acht patronen zaten.

## Functionaliteiten
Het mechanisme van het Maxim-machinegeweer maakte gebruik van een van de vroegste terugslaggestuurde schietsystemen in de geschiedenis. Het idee is dat de energie van terugslag die op het stuitblok werkt, wordt gebruikt om elke lege huls uit te werpen en een nieuwe patroon in te brengen, in plaats van een handbediend mechanisme. Maxims vroegste ontwerpen gebruikten een 360 graden roterende nok om de beweging van het blok om te keren, maar dit werd later vereenvoudigd tot een knevelslot. Dit maakte het veel efficiënter en minder arbeidsintensief dan eerdere snelvuurkanonnen, zoals de Mitrailleuse, Gatling, Gardner of Nordenfelt, die berustte op handmatige aanzwengeling. Het ontwerp van het Maxim-machinegeweer was voorzien van waterkoeling, waardoor het zijn vuursnelheid veel langer kon vasthouden dan luchtgekoelde wapens. Het nadeel hiervan was dat het het wapen minder flexibel maakte in de aanval dan de lichtere luchtgekoelde wapens, omdat het zwaarder en complexer was en water nodig had. Proeven toonden aan dat de Maxim 600 patronen per minuut kon afvuren. Vergeleken met moderne machinegeweren was de Maxim zwaar, omvangrijk en onhandig. Eén soldaat kon het wapen afvuren, maar het werd meestal bediend door een team van mannen, meestal 4 tot 6. Naast de schutter waren er andere bemanningsleden nodig om te herladen, doelen te spotten en munitie en water te dragen en klaar te maken. Er waren meerdere mannen nodig om het zware wapen te verplaatsen of te monteren.

## Productiebedrijf
Maxim richtte de Maxim Gun Company op met financiering van Albert Vickers, zoon van staalondernemer Edward Vickers. Albert Vickers werd de voorzitter van het bedrijf en later ging het samen met een Zweedse concurrent, Nordenfelt, onder de naam Maxim Nordenfelt Guns and Ammunition Company. Uiteindelijk werd het bedrijf opgenomen in het moederbedrijf Vickers, wat eerst leidde tot het Maxim-Vickers-machinegeweer en vervolgens, na het herontwerp van Vickers, het Vickers-machinegeweer.

## Geschiedenis

### Ontwikkeling (1883–1884)
De eerste patenten van Maxim met betrekking tot de ontwikkeling van de Maxim werden geregistreerd in juni en juli 1883. Het eerste prototype werd gedemonstreerd in oktober 1884.

### Gebruik in koloniale oorlogsvoering (1886–1914)
Een prototype van de Maxim werd in 1886–1890 door Hiram Maxim aan de Emin Pasha Relief Expedition gegeven, onder leiding van Henry Morton Stanley. Meer een publiciteitsstunt dan een serieuze militaire bijdrage, met het oog op de belangrijkste financier van de expeditie, William Mackinnon, "het alleen tentoonstellen" van het wapen zou waarschijnlijk "een grote vredesbeschermer blijken te zijn". In feite werd het wapen meerdere malen gebruikt, vooral tijdens de terugtrekking van de expeditie uit Centraal-Afrika, niet vanwege de verwoestende effecten, maar als een effectief middel om inheemse aanvallers af te schrikken. Hetzelfde prototype werd door Frederick Lugard teruggebracht naar Centraal-Afrika, waar het een belangrijke rol speelde bij de oprichting van een Brits protectoraat in het huidige Oeganda (toen Buganda), dat een sterk bewijs is van de robuustheid en betrouwbaarheid van het wapen.
De eerste eenheid ter wereld die de Maxim ontving, was die van Hermann von Wissmann die in 1888 door het Duitse Keizerrijk naar Oost-Afrika werd gestuurd om de Abushiri opstand neer te slaan. Wissmann kreeg een van de eerste Maxim-machinegeweren die Duitsland hadden bereikt en deze met succes gebruikt bij zijn aanval op Pangani.
De Maxim werd voor het eerst gebruikt door de koloniale strijdkrachten van Groot-Brittannië in 1893–1894 Eerste Matabele-oorlog in Rhodesië (nu Zimbabwe). Het speelde een belangrijke rol in de snelle Europese kolonisatie van Afrika aan het einde van de 19e eeuw. De extreme dodelijkheid werd gebruikt om een vernietigend effect te hebben op verouderde oplaadtactieken, wanneer inheemse tegenstanders in open terrein konden worden gelokt. Zoals Hilaire Belloc het uitdrukte, in de woorden van de figuur "Blood" in zijn gedicht "The Modern Traveler":

Whatever happens, we have got The Maxim gun, and they have not.

De vernietigende kracht van het Maxim in de koloniale oorlogsvoering is echter vaak verfraaid door de populaire mythe. Moderne historische verslagen suggereren dat het, hoewel het effectief was in veldslagen, zoals in de Matabele-oorlog, veel te danken had aan de psychologische effect ervan.

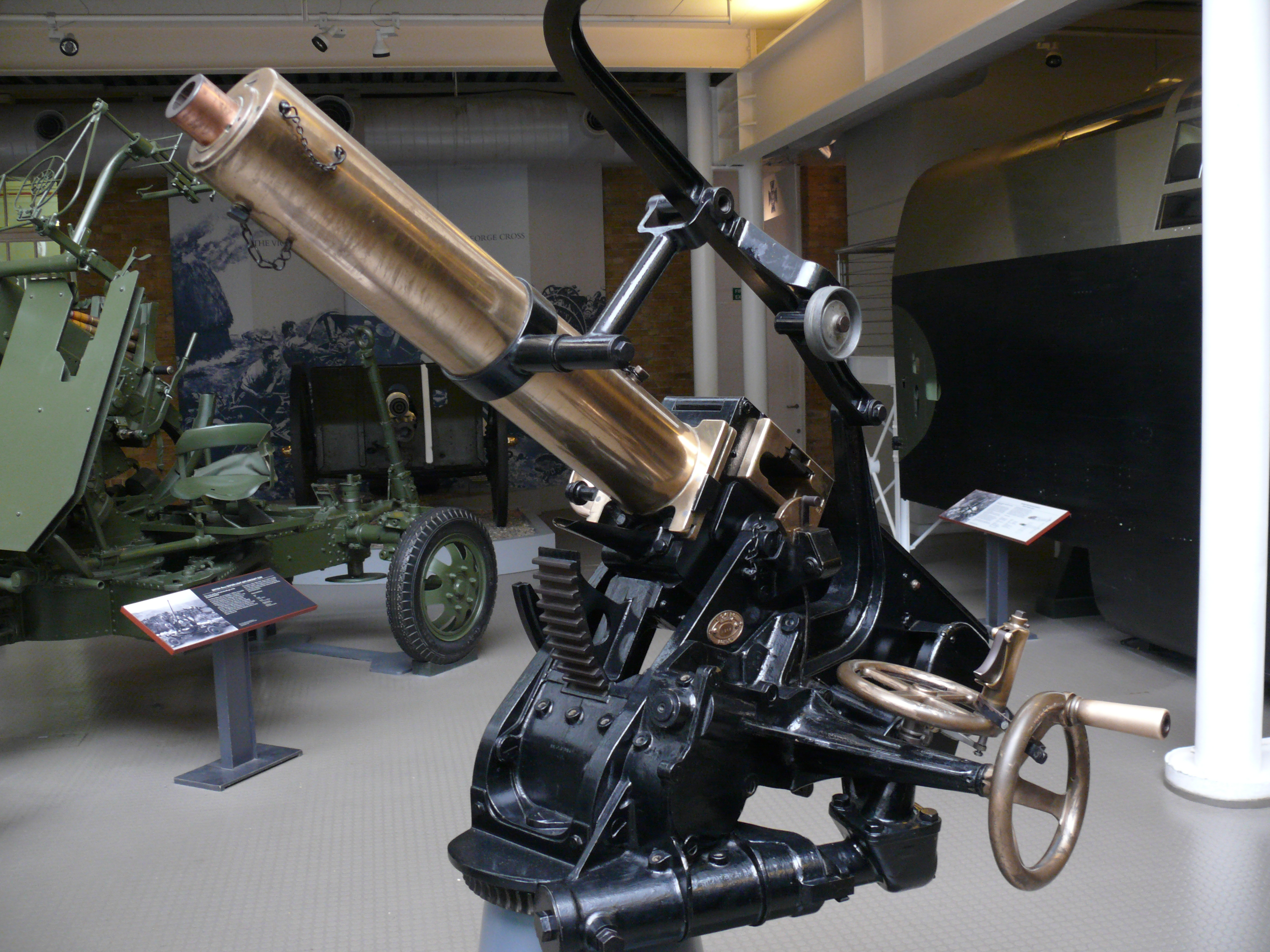
Britse QF 1 pounder Mk II 37mm "Pom-Pom" kanon uit de Eerste Wereldoorlog in het Imperial War Museum in Londen

Maxim-Nordenfeldt bouwde een versie van de Maxim met een kaliber van één pond. Dit stond in de Tweede Boerenoorlog (in Zuid-Afrika) bekend als de Pom-Pom vanwege zijn geluid. De Maxim-Nordenfelt was een riemgevoed, watergekoeld 'automatisch kanon' dat granaten afvuurde met een snelheid van 450 schoten per minuut..
Nationale en militaire autoriteiten waren terughoudend om het wapen te adopteren, en Maxims bedrijf had aanvankelijk moeite om de Europese regeringen te overtuigen van de efficiëntie van het wapen. Soldaten koesterden over het algemeen een groot wantrouwen jegens machinegeweren vanwege hun storingen. In de versie uit 1906 van zijn boek Small Wars schrijft Charles Callwell over machinegeweren: "The older forms are not suitable as a rule... they jammed at Ulundi, they jammed at Dogali, they jammed at Abu Klea and Tofrek, in some cases with unfortunate results." De Maxim was echter veel betrouwbaarder dan zijn tijdgenoten. Een meer direct probleem was dat zijn positie aanvankelijk gemakkelijk werd weggegeven door de rookwolken die het kanon produceerde (hoewel hetzelfde gold voor artilleriestukken en troepeneenheden waarvoor het machinegeweer bedoeld was). De komst van rookloos poeder (ontwikkeld door onder meer Hirams broer Hudson Maxim) hielp dit te veranderen.
Het wapen werd door het Britse leger aangenomen onder leiding van Sir Garnet Wolseley, die in 1888 was benoemd tot opperbevelhebber van het Britse leger. In oktober 1888 plaatste hij een order van 120 Maxims met dezelfde munitie als de Martini – Henry geweren. Wolseley had eerder militaire expedities in Afrika geleid en stond bekend als een sterke promotor van militaire innovatie en hervorming. Hij gebruikte machinegeweren, verkende hij andere onconventionele ideeën en richtte hij een Egyptisch kamelenkorps op.
Het ontwerp van het wapen werd ook gekocht en gebruikt door verschillende andere Europese landen.

### Russisch-Japanse oorlog
In 1895 kocht het Japanse Keizerlijke Leger een aantal Maxims, maar besloot later om te standaardiseren op het Hotchkiss machinegeweer. Het Russische Keizerlijke Leger kocht in 1899 eveneens 58 Maxim-machinegeweren en sloot een contract met Vickers in 1902 om het ontwerp in Rusland te vervaardigen, hoewel de productie pas in 1910 begon. Tijdens de Russisch-Japanse oorlog van 1904–1906 zette het Russische leger de Maxim in voor de strijd en plaatste een spoedorder voor nog eens 450 eenheden van overzeese leveranciers, die grotendeels voor het einde van de oorlog aan fronttroepen werden geleverd.

### Wereldoorlog I (1914–1918)

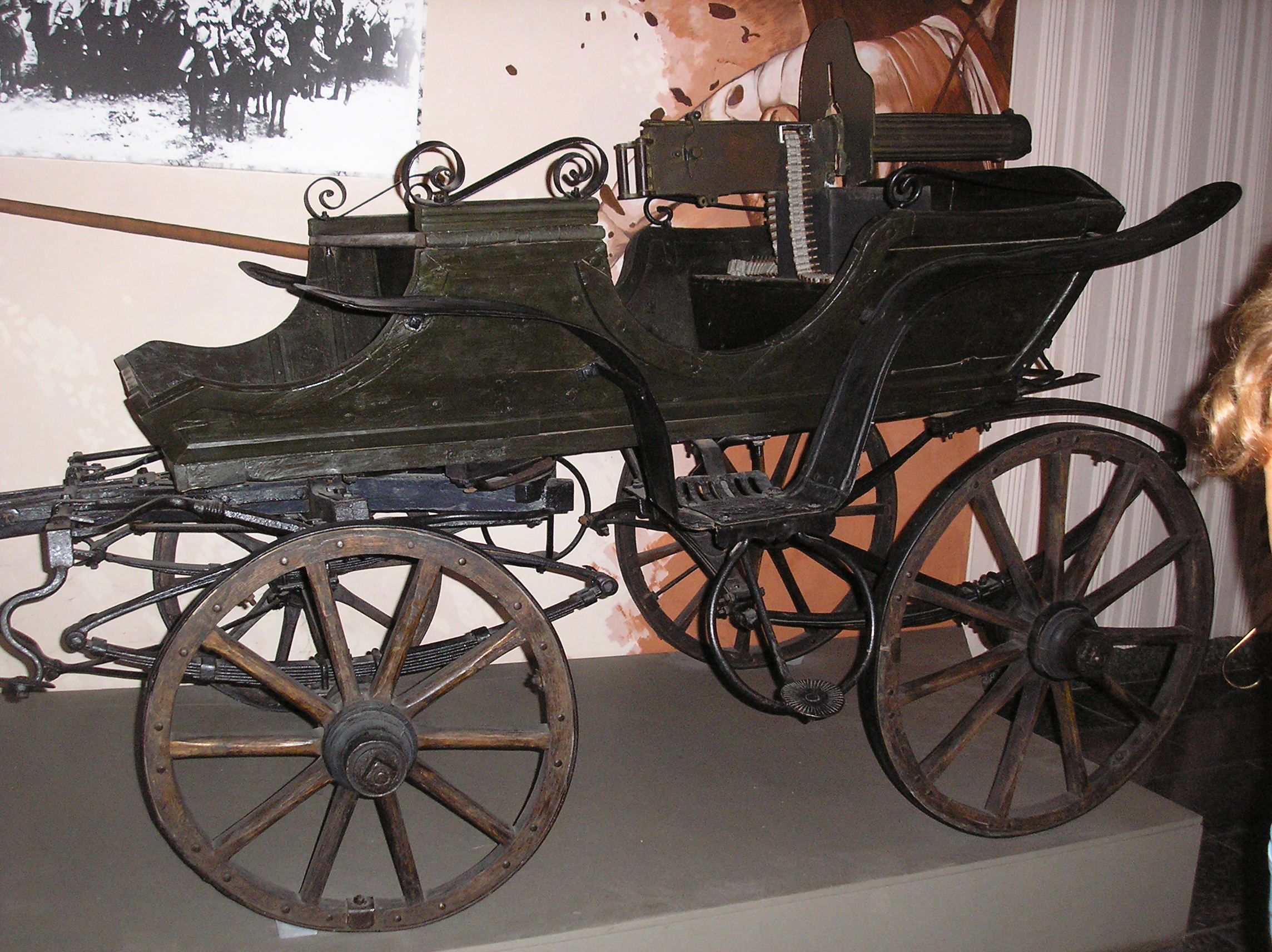
Een tachanka met een Pulemyot Maxim M1910

Vlak voor de uitbraak van de Eerste Wereldoorlog waren veel legers overgegaan op verbeterde machinegeweren. Het Britse Vickers M.18 was een verbeterde versie van de Maxim, die in 1912 in het Britse leger werd geïntroduceerd en in dienst bleef tot 1968. De productie vond plaats in Erith in Kent en sommige modellen werden gemonteerd op vroege tweedekkers die daar ook waren vervaardigd. Het Duitse leger Maschinengewehr 08 en het Russische Pulemyot Maxim M1910 waren beide min of meer directe kopieën van de Maxim.
Het werd ook gebruikt tijdens de Russische Burgeroorlog, die volgde op de Revolutie in 1917. Een foto van de periode toont een Maxim-machinegeweer gemonteerd op een tachanka, een paard met wagen, die naar achteren schoot in dienst van het Witte leger.

### Amerikaans gebruik
Het Amerikaanse leger had sinds 1887 interesse getoond in het Maxim machinegeweer. Model 1889 en Model 1900 Maxims werden gebruikt voor uitgebreide testen. Het werd uiteindelijk in 1904 aangenomen als het  'Maxim Machine Gun, Calibre .30, Model van 1904'  als het eerste zware machinegeweer voor standaard service in het Amerikaanse leger. De eerste 50 stuks, inclusief statieven, zijn gemaakt door het Britse Vickers, Sons & Maxim met kamers voor patronen van het type .30-03. van Colt's Manufacturing Company. Tegen de tijd dat Colt in 1908 met de productie begon waren er in totaal 90 M1904's gemaakt door Vickers. Colt maakte hun machinegeweren voor het nieuwe .30-06-kaliber. In totaal zijn er 287 M1904 Maxims geproduceerd. De Verenigde Staten schaften andere machinegeweren aan nadat de productie van M1904 was beëindigd, waaronder het M1909 Benét – Mercié, het Colt – Vickers M1915, en de Browning M1917. M1904 Maxims werden uitgegeven aan eenheden van de infanterie en cavalerie. De M1904 werd ingezet bij operaties in de Filipijnen, Hawaï, Mexico en Midden- en Zuid-Amerika, maar zag nooit veel gevechtsgebruik. Tijdens de Eerste Wereldoorlog bleef het in de Verenigde Staten voor training.

### Russisch gebruik
Sovjet-Rusland gebruikte tot de jaren tachtig Maxim-machinegeweren in forten langs de Chinese grens omdat hun watergekoelde systeem werd beschouwd als een betrouwbaardere oplossing voor zeer zwaar en langdurig gebruik tegen langdurige aanvallen van het type menselijke golf.

## Naslagwerk
- (en)  Iain McCallum Blood Brothers. Hiram and Hudson Maxim: Pioneers of Modern Warfare, Chatham Publishing, London (1999) ISBN 9781861760968